# Ривот
Риво́т (фр. Rivehaute) — коммуна во Франции, находится в регионе Аквитания. Департамент — Атлантические Пиренеи. Входит в состав кантона Кёр-де-Беарн. Округ коммуны — Олорон-Сент-Мари.
Код INSEE коммуны — 64466.

## География

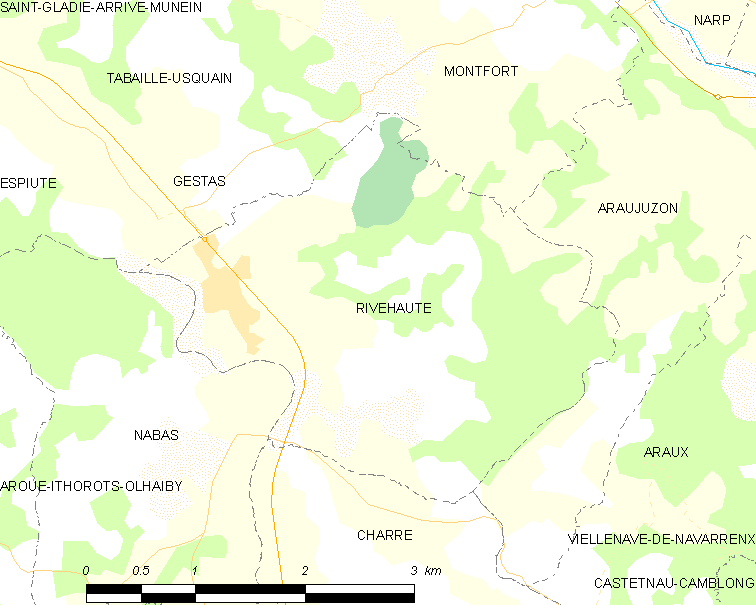
Карта коммуны

Коммуна расположена приблизительно в 670 км к югу от Парижа, в 170 км южнее Бордо, в 45 км к западу от По.
На западе коммуны протекает река Сезон.

### Климат
Климат тёплый океанический. Зима мягкая, средняя температура января — от +5°С до +13°С, температуры ниже −10 °C бывают редко. Снег выпадает около 15 дней в году с ноября по апрель. Максимальная температура летом порядка 20-30 °C, выше 35 °C бывает очень редко. Количество осадков высокое, порядка 1100 мм в год. Характерна безветренная погода, сильные ветры очень редки.

## Население
Население коммуны на 2010 год составляло 246 человек.
| 1962 | 1968 | 1975 | 1982 | 1990 | 1999 | 2010 |
| ---- | ---- | ---- | ---- | ---- | ---- | ---- |
| 255  | 259  | 250  | 250  | 230  | 237  | 246  |

## Администрация
| Период | Период | Фамилия         | Партия | Примечания |
| ------ | ------ | --------------- | ------ | ---------- |
| 1995   | 2001   | Жан Мюлас       |        |            |
| 2001   | 2020   | Марсель Монтегю |        |            |

## Экономика
В 2010 году среди 150 человек трудоспособного возраста (15-64 лет) 108 были экономически активными, 42 — неактивными (показатель активности — 72,0 %, в 1999 году было 70,9 %). Из 108 активных жителей работали 100 человек (53 мужчины и 47 женщин), безработных было 8 (2 мужчин и 6 женщин). Среди 42 неактивных 4 человека были учениками или студентами, 26 — пенсионерами, 12 были неактивными по другим причинам.

## Достопримечательности
- Церковь Успения Пресвятой Богородицы (XIX век)[4]

## Фотогалерея

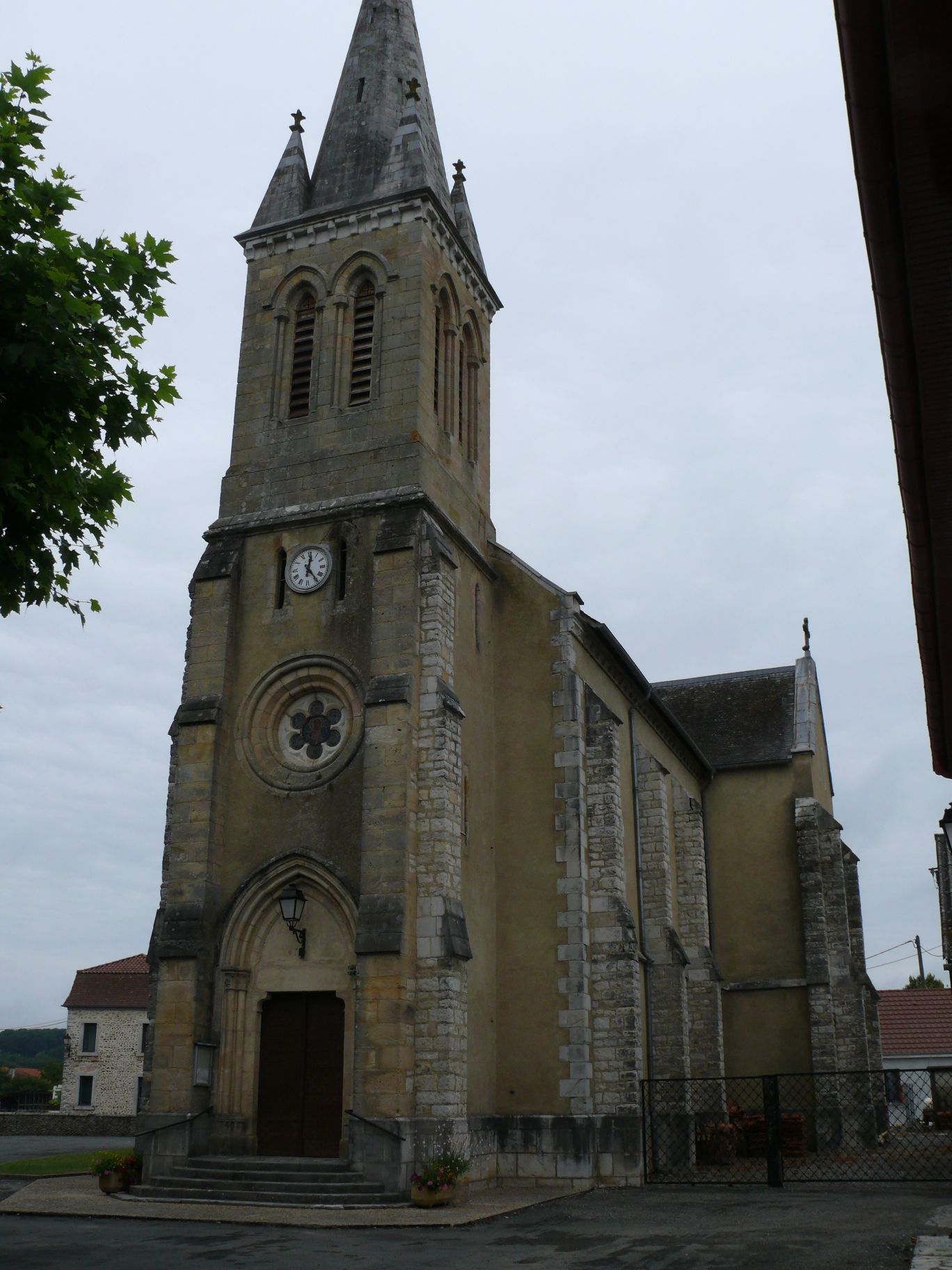
Церковь Успения Пресвятой Богородицы
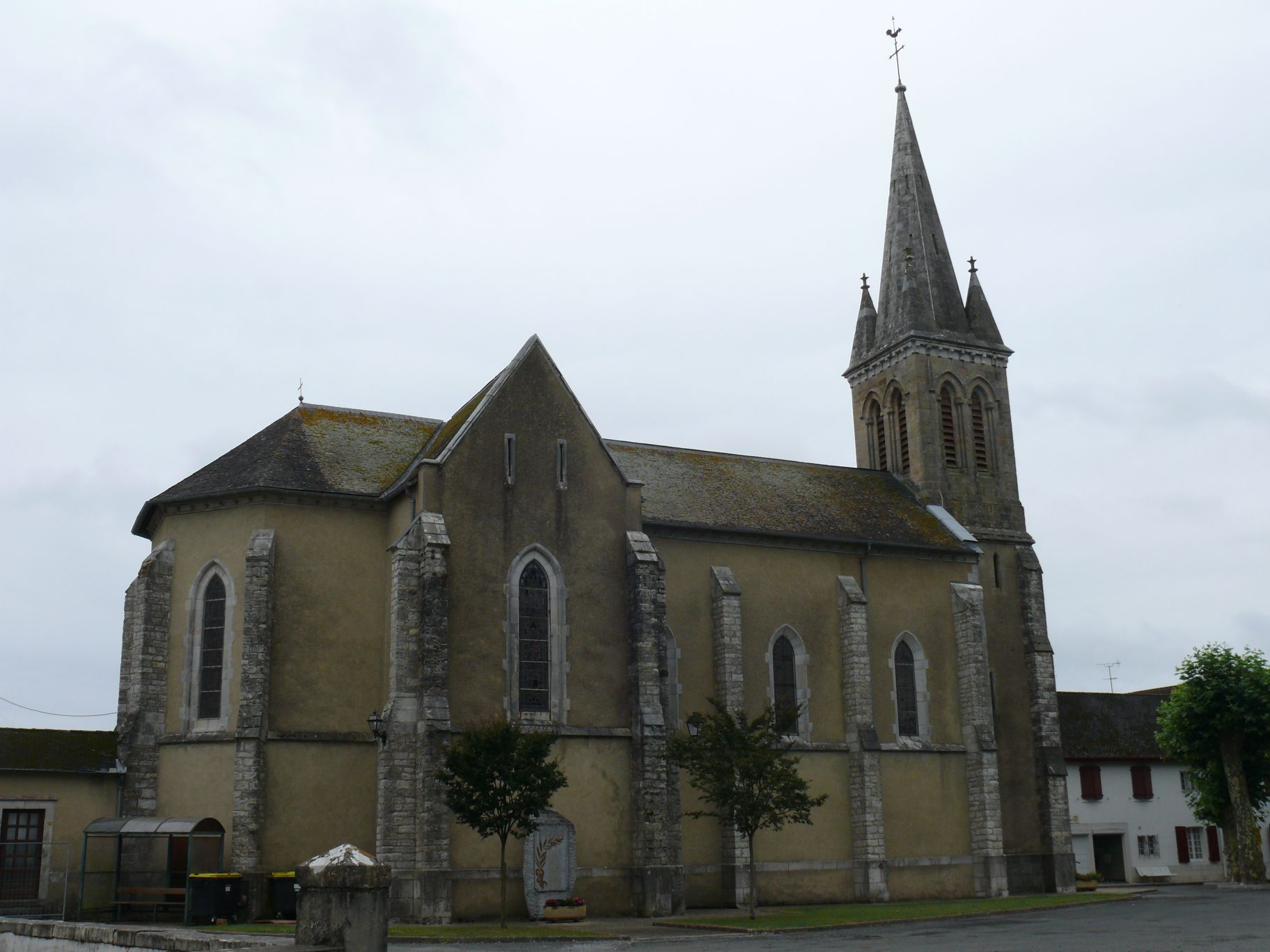
Церковь Успения Пресвятой Богородицы
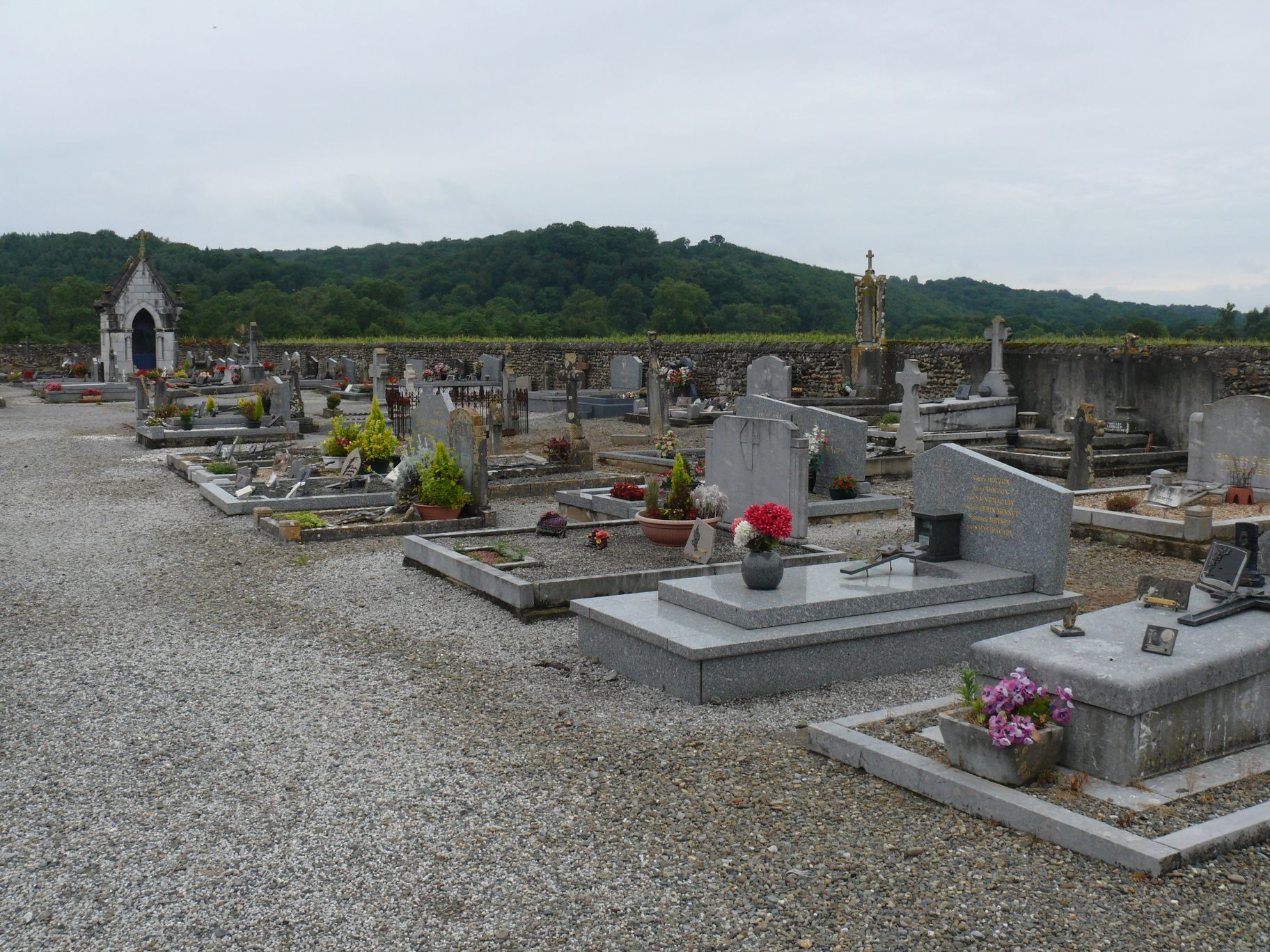
Кладбище
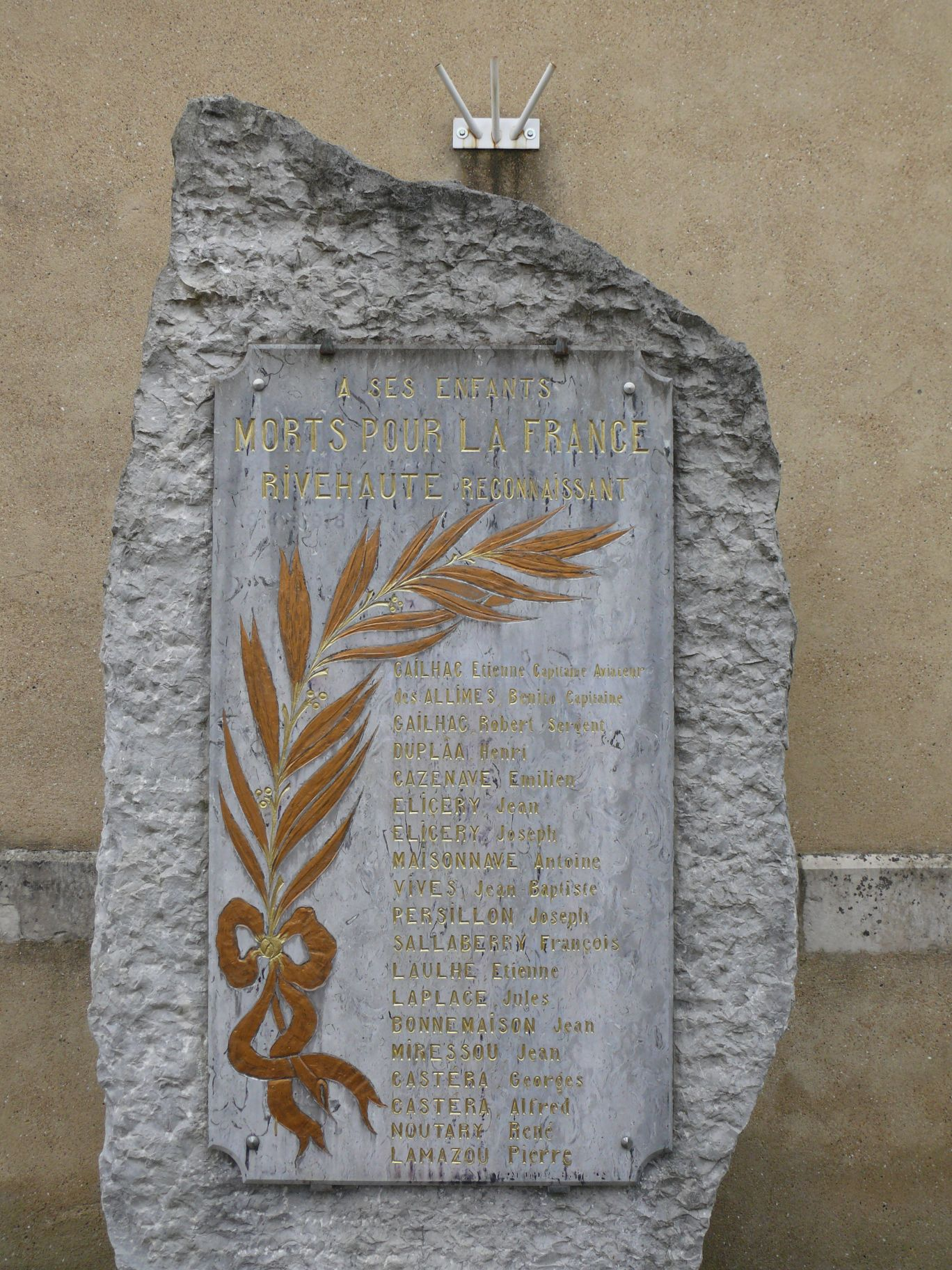
Военный мемориал